# Hakaniemi

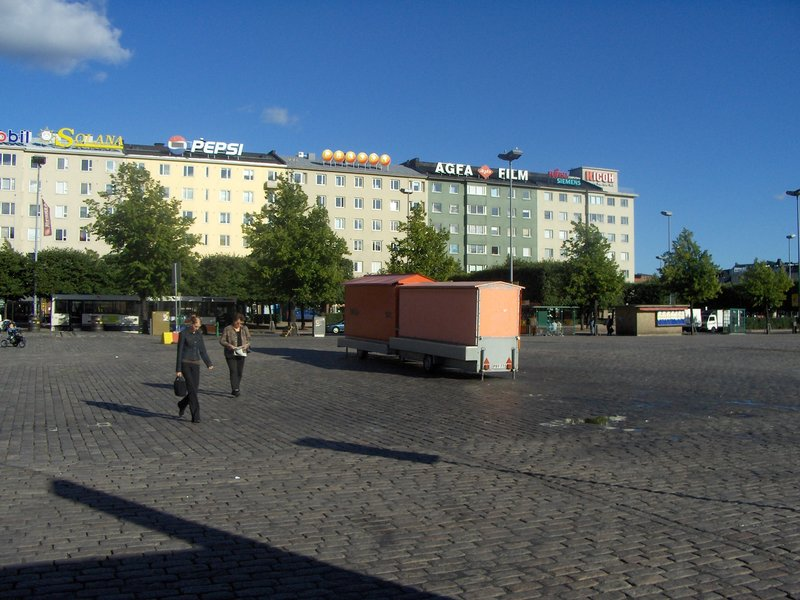
Marktplatz Hakaniemi

Hakaniemi (schwed. Hagnäs) ist ein geläufiger, wenn auch inoffizieller Name für einen Teil des Stadtteils Kallio in Helsinki. Hakaniemi beginnt gleich auf der anderen Seite der Brücke Pitkäsilta, etwas außerhalb des Stadtzentrums.
Bekannte Sehenswürdigkeiten von Hakaniemi sind der Marktplatz (Hakaniemen tori) und die Einkaufshalle Hakaniemen kauppahalli. Auch das Helsinkier Stadttheater (Helsingin Kaupunginteatteri) befindet sich in Hakaniemi, sowie das wegen seiner Architektur sogenannte „runde Haus“ (Ympyrätalo).
Hakaniemi verfügt über eine gute Anbindung an den öffentlichen Personennahverkehr mit Bus, Straßenbahn und Metro.